# Al-Daraj
Al-Daraj ou Haraat al-Daraj (en arabe : حارة الدرج,  est le quartier nord-ouest densément peuplé de la vieille ville de Gaza,. Son nom signifie en français : quartier des marches : il est situé sur une colline oblongue à environ 20 mètres au-dessus du niveau de la mer et plus haut que n'importe quel autre quartier de la ville. Le quartier doit probablement son nom en raison des escaliers qui y menaient autrefois, soit en raison de l'impression d'escalader des marches en essayant d'atteindre le quartier. Il est également également appelé « quartier musulman » et contient plusieurs mosquées et autres édifices musulmans. Parmi eux, la plus grande mosquée de la ville, la grande mosquée Omari, ainsi que la mosquée Sayed al-Hashim, la mosquée Sheikh Zakariya, la mosquée Sheikh Faraj et la Madrasa al-Zahrah. 
Al-Daraj est séparé du quartier sud de Zaytoun par la rue Omar Mukhtar.